# Soyen
Soyen est une commune de Bavière (Allemagne), située dans l'arrondissement de Rosenheim, dans le district de Haute-Bavière.

## Géographie

### Quartiers
| - Aichmeier - Altensee - Bachmühle - Berg - Bischof - Brandstett - Buchenthal - Buchsee - Burreit - Daim - Demoos - Edlwagen - Edmühle - Fischbach - Frauenholzen - Freiberg - Fußstätt - Graben - Grasweg - Gröben - Grub - Gschwendt | - Halmberg - Hannstätt - Hinterleiten - Hirschpoint - Hofstett - Hohenburg - Hörgen - Hoswaschen - Hub - Hundsham - Kasten - Kirchreit - Kitzberg - Kobel - Köbing - Koblberg - Königswart - Kraimoos - Krautthal - Lamplstätt - Lamsöd | - Lehen - Lettmoos - Loderstätt - Maierhof - Mühlthal - Oed - Oedsberg - Pichl - Plöd - Polln - Reiching - Reiten - Richterstett - Rieden - Röhrmoos - Rottenhub - Schabau - Schleifmühle - Schlicht - Schweigstätt - Seeburg | - Sieghart - Sonnenholzen - Soyen - Stauden - Steinberg - Straßinderl - Strohreit - Taubmoos - Teufelsbruck - Thal - Trautbach - Urfahrn - Vorderleiten - Vordersberg - Wagenstätt - Weidgarten - Weiher - Wendling - Wetterstett - Zell - Zuhr |